# Maciej Krzykowski
Maciej Krzykowski pseud. av3k (ur. 1 kwietnia 1991 w Ostródzie) – polski profesjonalny gracz komputerowy, związany z cyklem Quake. Bierze udział w międzynarodowych turniejach w Quake’a od 5 marca 2006 i jest członkiem drużyny esportowej Endpoint. 8 lipca 2007 został najmłodszym mistrzem świata w Quake’a i najmłodszym zwycięzcą Electronic Sports World Cup w Paryżu, nie przegrywając ani jednej mapy.

## Kariera
Maciej Krzykowski jest znany głównie jako jeden z najlepszych graczy Quake’a 4 na świecie. Av3k został pokonany w tej grze tylko przez czterech graczy: Johana "Toxjq" Quicka, Antona "Cooller" Singova, Magnusa "fox/fojji" Olssona i Alexa "Ztrider" Ingarva. Sławę przyniosło mu trzykrotne zmierzenie się z amerykańskim graczem Johnathanem "Fatal1ty" Wendelem i fakt, że za każdym razem udało mu się go pokonać, pomimo że Fatal1ty był o dziesięć lat starszy od Polaka i posiadał już pięć tytułów mistrzowskich na swoim koncie, podczas gdy Maciej Krzykowski był wtedy juniorem i nie mógł brać udziału w wielu turniejach z powodu ograniczeń wiekowych. Jedno ze zwycięstw Macieja Krzykowskiego znalazło się na szóstym miejscu w rankingu amerykańskiego magazynu "GamePro" pod względem najważniejszych wydarzeń e-sportowych w historii.
Av3k jest uważany za utalentowanego, młodego wiekiem gracza komputerowego – w 2006 został uznany za jednego z najlepszych graczy roku i okrzyknięty rewelacją roku na scenie turniejowej Quake’a przez media na świecie. Rok później Maciej Krzykowski wygrał eSports Award w kategorii "odkrycie roku".

## Osiągnięcia

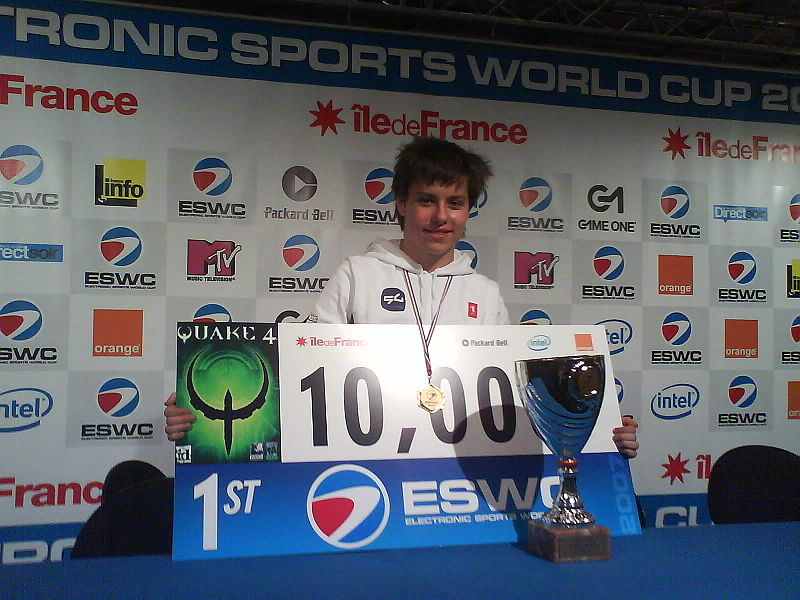
Maciej Krzykowski na Electronic Sports World Cup w 2007 roku

### 2010
- drugie miejsce – Electronic Sports World Cup, Quake Live w Paryżu
- pierwsze miejsce – DreamHack Summer 2010
- drugie miejsce – Electronic Sports League Intel Extreme Masters 4, Quake Live w Kolonii (Cologne)[10]

### 2009
- pierwsze miejsce – Dreamhack Winter, Quake Live w Jönköping[11]

### 2008
- pierwsze miejsce – Dreamhack Winter, Quake III: Arena w Jönköping
- trzecie miejsce – Electronic Sports World Cup Masters, Quake III: Arena w Atenach
- pierwsze miejsce – GameGune 2008 Professional Competition, Quake III: Arena w Bilbao[12]
- trzecie miejsce – Electronic Sports World Cup Masters, Quake III: Arena w Paryżu[12]

### 2007
- drugie miejsce – Multiplay i32 $20.000 Quake IV Cup, Quake 4 w Newbury[12]
- czwarte miejsce – World Series of Video Games, Quake 4 w Toronto[12]
- pierwsze miejsce – Electronic Sports World Cup, Quake 4 w Paryżu[12]
- pierwsze miejsce – World Series of Video Games, Quake 4 w Louisville[12]
- pierwsze miejsce – Electronic Sports World Cup Polska, Quake 4 w Poznaniu[12]
- pierwsze miejsce – Multiplay i30 & Belkin Tournament, Quake 4 w Newbury[12]

### 2006
- pierwsze miejsce – Poznań Game Arena, Quake 4 w Poznaniu[12]
- trzecie miejsce – World Cyber Games All-Stars 2on2, Quake 4 w Monza
- piąte miejsce – World Cyber Games All-Stars 1on1, Quake 4 w Monza[12]
- drugie miejsce – Digital Life Expo, Quake 4 w Nowym Jorku[12]
- czwarte miejsce – QuakeCon,Quake 4 w Dallas[12]
- pierwsze miejsce – The Gathering, Quake 4 w Hamar[12]
- pierwsze miejsce – Samsung Netgamez, Quake 4 w Nieuwegein[12]

### Nagrody
- eSports Award Nowa jakość – Odkrycie roku 2007
- Global Gaming League Gracz roku – Rewelacja Quake’a roku 2006